# Star Trek (film, 2009)
Pour les articles homonymes, voir Star Trek (homonymie).
Cet article concerne le film de 2009. Pour le film de 1979, voir Star Trek, le film.
Série Star Trek
Star Trek : Nemesis
(2002) Star Trek Into Darkness
(2013)
Pour plus de détails, voir Fiche technique et Distribution.
Star Trek est un film américain de science-fiction réalisé par J. J. Abrams et sorti en 2009.
Onzième film issu de l'univers de Star Trek, il est coproduit par Damon Lindelof et Bryan Burk, qui avaient travaillé avec J. J. Abrams sur la série Lost : Les Disparus.
L'intrigue est centrée sur la première mission commune de James T. Kirk et Spock dans un cours des évènements différent par rapport à la série classique. En ce sens, elle se déroule donc dans un univers parallèle, plus précisément un univers divergeant par changement du passé. Ainsi, toute la chronologie de Star Trek qui a été racontée dans la série originale, dans Star Trek : La Nouvelle Génération, Star Trek: Deep Space Nine et Star Trek: Voyager, ainsi que dans les dix premiers films est modifiée, mais pas hors-continuité.

## Synopsis
2233. Le USS Kelvin est le témoin d'un étrange phénomène, un gigantesque vaisseau inconnu (le Narada) surgissant d'un trou noir. Le vaisseau de la fédération est rapidement mis hors de combat et le capitaine du Narada, Nero, demande au capitaine du Kelvin, Robau, de se rendre sur la passerelle ennemie. Robau est interrogé par le second du capitaine romulien. Irrité par la date stellaire donnée par Robau, Nero tue ce dernier. Devenu capitaine du Kelvin, George Kirk ordonne l'évacuation du vaisseau. Son épouse enceinte, évacuée dans une navette, accouche prématurément de leur fils James T. Kirk. L'équipage mis en sécurité, le nouveau capitaine jette le Kelvin sur le Narada, mais la défaillance du pilotage automatique l'oblige à rester sur place pour couvrir la fuite des survivants. 
2255, James T. Kirk, privé de son père, est devenu un adolescent rebelle, rétif à toute forme d'autorité. Le capitaine Christopher Pike l'incite à s'engager dans Starfleet. James accepte, se donnant pour défi de boucler le programme en trois ans au lieu de quatre. Il y rencontre rapidement Leonard McCoy, jeune médecin soucieux d'échapper à ses dettes et à son ex-épouse en s'engageant lui aussi dans Starfleet.
Trois ans plus tard, à l'issue de sa formation, Kirk réussit le test du Kobayashi Maru en truquant les logiciels, ce pour rétablir un équilibre selon lui faussé par Spock, qui a conçu le test. Kirk passe en conseil de discipline pour ce fait mais l'agression de Vulcain par un vaisseau inconnu alors que la majeure partie de la flotte est occupée sur un autre front force l'Académie à envoyer ses cadets en mission. James est cependant suspendu et ne part sur l'Enterprise que grâce à une manœuvre de McCoy. Il décèle un piège grâce à des informations recoupées avec des paroles de la traductrice Nyota Uhura et arrive à convaincre Pike qui active les boucliers et met le vaisseau en alerte rouge. À leur arrivée, les autres navires de la Fédération ont été détruits par le vaisseau inconnu qui n'est autre que le Narada, occupé à forer un gigantesque puits dans la croûte de Vulcain. L'Enterprise essuie des tirs romuliens et est endommagé. Pike obéit à Nero qui exige qu'il vienne sur le Narada. En chemin, Pike donne l'ordre à Kirk, Sulu et Olson de mettre en panne le foreur laser et nomme Spock capitaine de l’Enterprise.
Kirk et Sulu accomplissent leur mission tandis qu'Olson fut tué à l’atterrissage par le laser, mais hélas trop tard. Nero a foré Vulcain jusqu'au noyau et y précipite un missile chargé d'une étrange matière rouge. La planète est alors prise de violents soubresauts et Spock comprend qu'il doit sauver les patriarches de son monde afin de préserver la civilisation vulcaine. L'évacuation réussit mais Spock perd sa mère, victime d'un effondrement rocheux qui l'arrache au faisceau de téléportation. Peu après, Vulcain s'effondre sur elle-même, absorbée par le trou noir généré en son sein par la matière rouge.
Spock devine que Nero vient du futur, car d'après sa théorie, la création d'un trou noir peut être utilisée pour créer un tunnel à travers l'espace-temps. Kirk et Spock s'affrontent alors sur la suite à donner aux événements. Kirk veut poursuivre Nero qui a mis le cap sur la Terre, mais Spock argue que leur vaisseau seul ne suffira pas contre une telle force de frappe, et qu'ils doivent en premier rejoindre la flotte. En tant que capitaine du vaisseau, Spock use de sa prérogative, expulse Kirk de l'Enterprise vers Delta Vega, planète gelée du système de Vulcain, où il sait que le turbulent cadet trouvera un avant-poste de la fédération pour en repartir plus tard. Kirk sort de sa capsule au mépris de toute prudence et est pourchassé par de féroces carnassiers locaux. Acculé dans une caverne de glace, Kirk est sauvé par un vieux Vulcain qui se révèle être un Spock âgé.
Ce dernier use de la fusion mentale pour informer Kirk de ce qui s'est passé. En 2387 (8 ans après les événements contés dans Star Trek : Nemesis), un soleil se transforma en supernova et menaça la Galaxie. Spock, qui était ambassadeur de Vulcain sur Romulus, promit aux Romuliens de sauver leur planète. L'Académie des Sciences de Vulcain équipa alors son meilleur vaisseau avec de la matière rouge, et dont Spock serait le pilote. Grâce à cette matière, Spock allait créer un trou noir pour absorber le trop plein d'énergie.
Il était cependant trop tard, et la supernova détruisit Romulus. Il avait peu de temps avant qu'elle ne détruise aussi son vaisseau. Il éjecta de la matière rouge dans la supernova et ce fut un succès. C'est sur la route du retour qu'il fut intercepté par un vaisseau de forage romulien, le Narada. Alors que Spock tentait de s'échapper, son vaisseau et celui de Nero furent aspirés par le trou noir. Ils furent renvoyés vers le passé, à des dates différentes. Nero arriva 25 ans avant Spock. Nero, patient, attendit et finit par capturer Spock, qu'il jugea responsable de la fin de Romulus et l'exila sur Delta Vega afin qu'il assiste impuissant à la fin de Vulcain.
Spock accepte de conduire Kirk à l'avant-poste (à la condition que ce dernier ne dise rien de tout cela à son équivalent plus jeune) où ils rencontrent Scotty, alors affecté à la surveillance d'une station radar désuète en pénitence d'une expérience ratée. Spock et Kirk livrent à Scotty les formules qu'il aurait de toute façon découvertes plus tard afin de l'aider à se téléporter avec Kirk sur l'Enterprise, alors en distorsion. Une fois à bord, Kirk use des arguments du vieux Spock pour contraindre le jeune Spock à quitter son poste après l'avoir affaibli émotionnellement. Kirk, qui avait été fait second officier par Pike, prend les commandes de l’Enterprise et met le cap sur la Terre où Nero a commencé à forer la croûte.
Avec l'aide de Sulu et de Chekov, Kirk met une stratégie au point qu'il met en branle, aidé par le jeune Spock qui a fini par se ressaisir. Le plan consiste à se téléporter en cachette sur le Narada et pendant que Kirk ira chercher Pike, toujours prisonnier, Spock prendra possession du vaisseau de son équivalent plus vieux afin de détruire le Narada.
Malgré quelques accrocs, le plan réussit. Fou de rage, Nero poursuit Spock alors en vitesse de distorsion. Ce dernier jette alors son vaisseau, toujours empli de matière rouge, sur le Narada alors qu'il est téléporté, de même que Kirk et Pike. Le trou noir généré avale et détruit le Narada. Nero refuse jusqu'au bout l'aide de Kirk, qui n'insiste pas beaucoup.
Grâce à l'expulsion du dilithium contenu dans les nacelles de distorsion de l'Enterprise et l'explosion ainsi provoquée, une onde de choc permet à l’Enterprise de se dégager de l'attraction gravitationnelle du trou noir.
Une fois l'Enterprise sorti du champ d'attraction du trou noir, le vaisseau regagne la Terre où le jeune Spock surprend son équivalent plus âgé. Ce dernier n'est pas surpris, car l'ordinateur du vaisseau vulcain l'a informé des événements passés. Le vieux Spock enjoint alors à son jeune double de rester au sein de Starfleet, où il sait que son influence sera bénéfique sur Kirk, de même que l'influence de Kirk lui sera bénéfique, tandis que lui gagne une lointaine planète, où les survivants de Vulcain ont fondé une colonie pour perpétuer leur civilisation.
Kirk est nommé capitaine de l'Enterprise à la place de Pike et part avec Spock nommé officier en second pour la première mission de l’Enterprise.

## Fiche technique
- Titre original : Star Trek
- Réalisateur : J. J. Abrams
- Scénario : Alex Kurtzman et Roberto Orci, d'après les personnages créés par Gene Roddenberry
- Musique : Michael Giacchino
- Photographie : Dan Mindel
- Décors : Scott Chambliss
- Costumes : Michael Kaplan
- Montage : Mary Jo Markey et Maryann Brandon
- Production : J. J. Abrams, Damon Lindelof et Stratton Leopold ; Bryan Burk, Alex Kurtzman et Roberto Orci (délégués)
- Sociétés de production : Paramount Pictures, Spyglass Entertainment, Bad Robot Productions et Mavrocine
- Distribution : Paramount Pictures
- Format : couleurs − 35 mm − 2,35:1
- Budget : 150 millions de dollars[2]
- Pays de production :  États-Unis
- Langue originale : anglais
- Durée : 127 minutes
- Dates de sortie :
  - États-Unis : 6 avril 2009 (Austin,  Texas) ; 8 mai 2009 (sortie nationale)
  - France, Belgique, Suisse : 6 mai 2009 (sortie mondiale)
  - Canada : 8 mai 2009

## Distribution

### Personnages principaux
- Chris Pine (VF : Emmanuel Garijo ; VQ : Martin Watier) : James Tiberius Kirk (adulte)
- Zachary Quinto (VF : Adrien Antoine ; VQ : François Godin) : Spock (adulte)
- Leonard Nimoy (VF : Marc Cassot ; VQ : Jean Brousseau) : Spock (vieux)
- Bruce Greenwood (VF : Bernard Lanneau ; VQ : Marc Bellier) : Christopher Pike
- Karl Urban (VF : Alexis Victor ; VQ : Frédéric Paquet) : Leonard "Bones" McCoy
- Zoe Saldaña (VF : Ingrid Donnadieu ; VQ : Catherine Proulx-Lemay) : Nyota Uhura
- Simon Pegg (VF : Cédric Dumond ; VQ : Frédéric Desager) : Montgomery Scott
- John Cho (VF : Alexandre Nguyen ; VQ : Guillaume Champoux) : Hikaru Sulu
- Anton Yelchin (VF : Nathanel Alimi ; VQ : Nicolas Bacon) : Pavel Chekov
- Eric Bana (VF : Julien Kramer ; VQ : Jean-François Beaupré) : Capitaine Nero

Photos des acteurs principaux
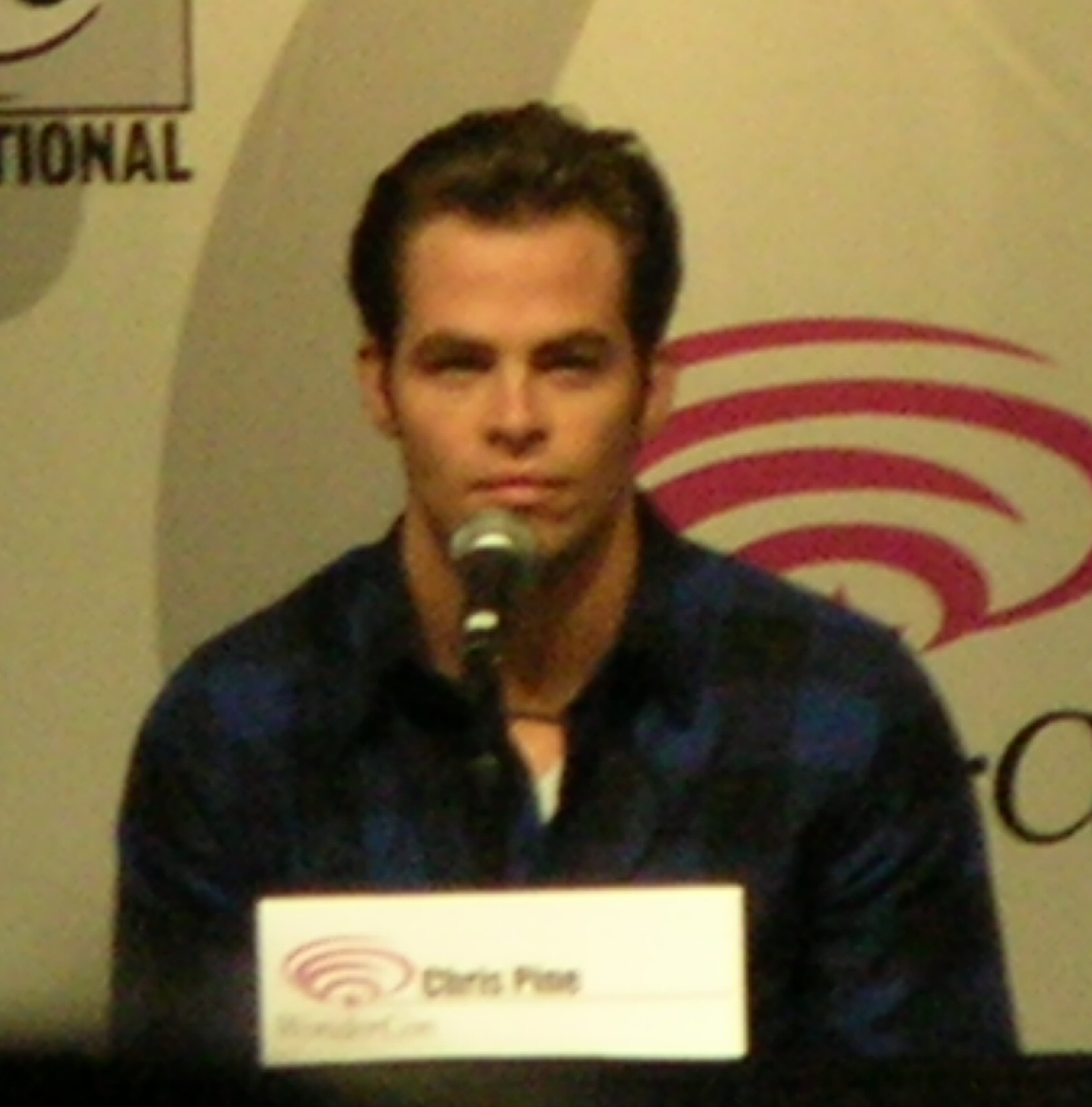
Chris Pine
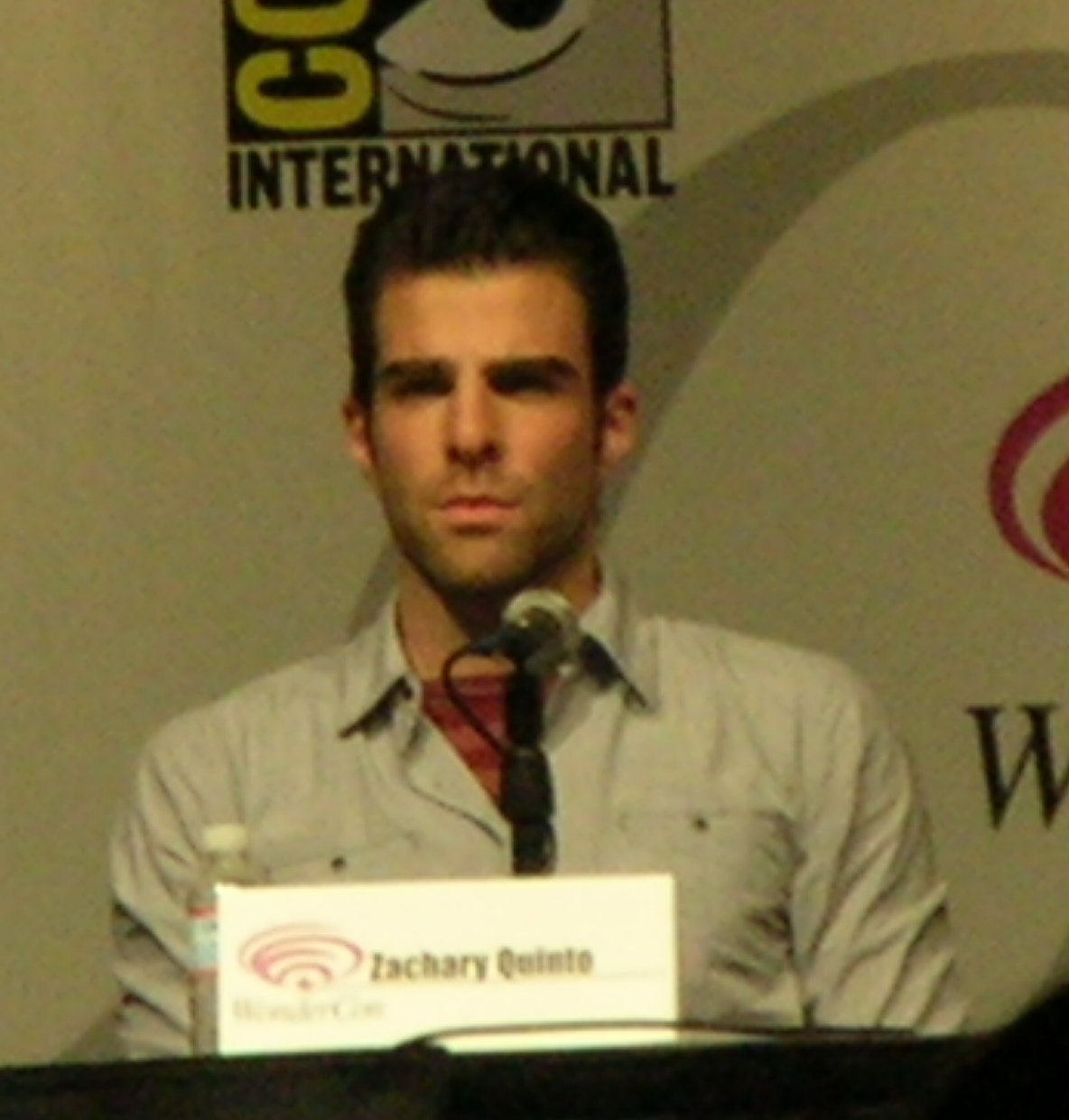
Zachary Quinto
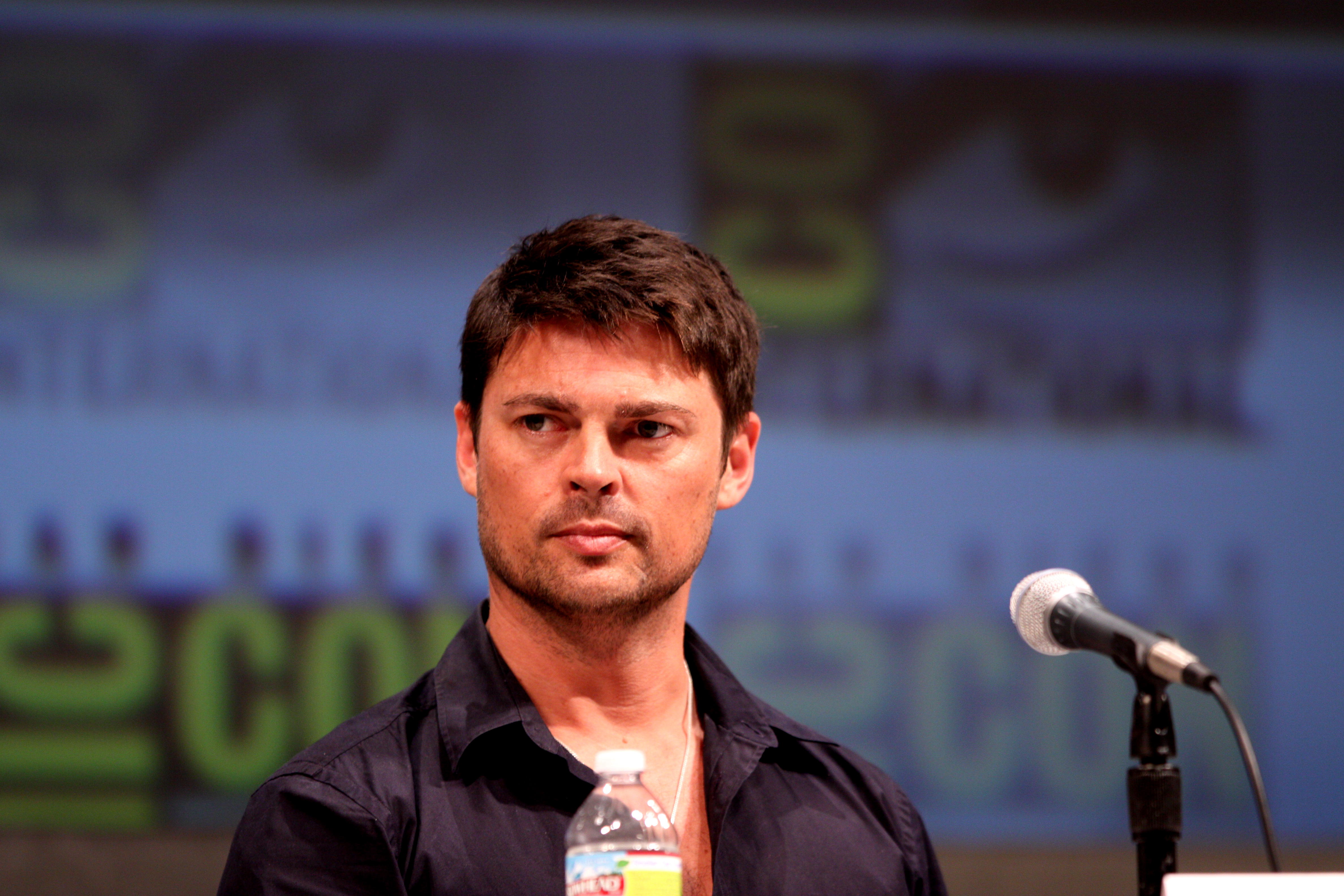
Karl Urban
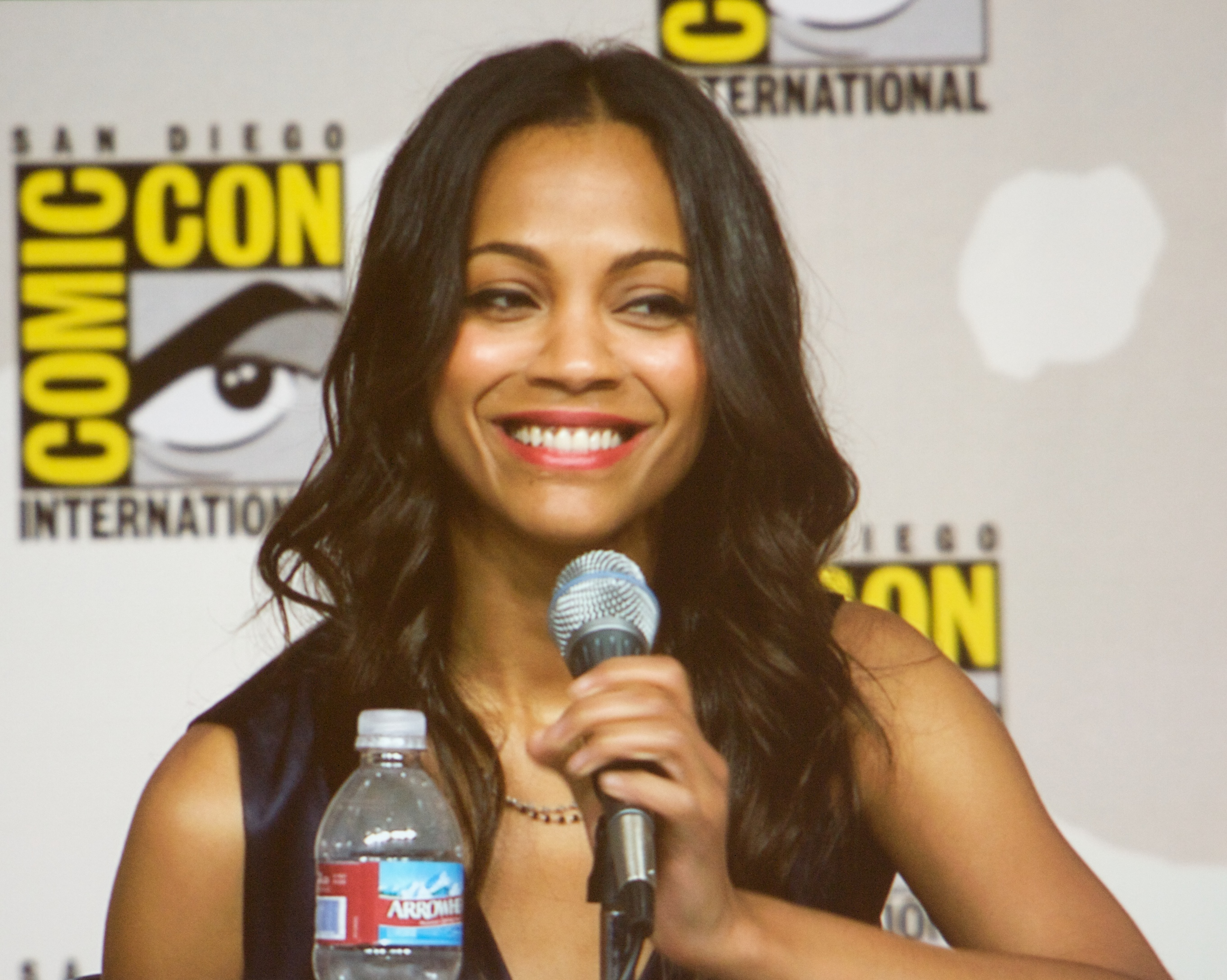
Zoe Saldaña
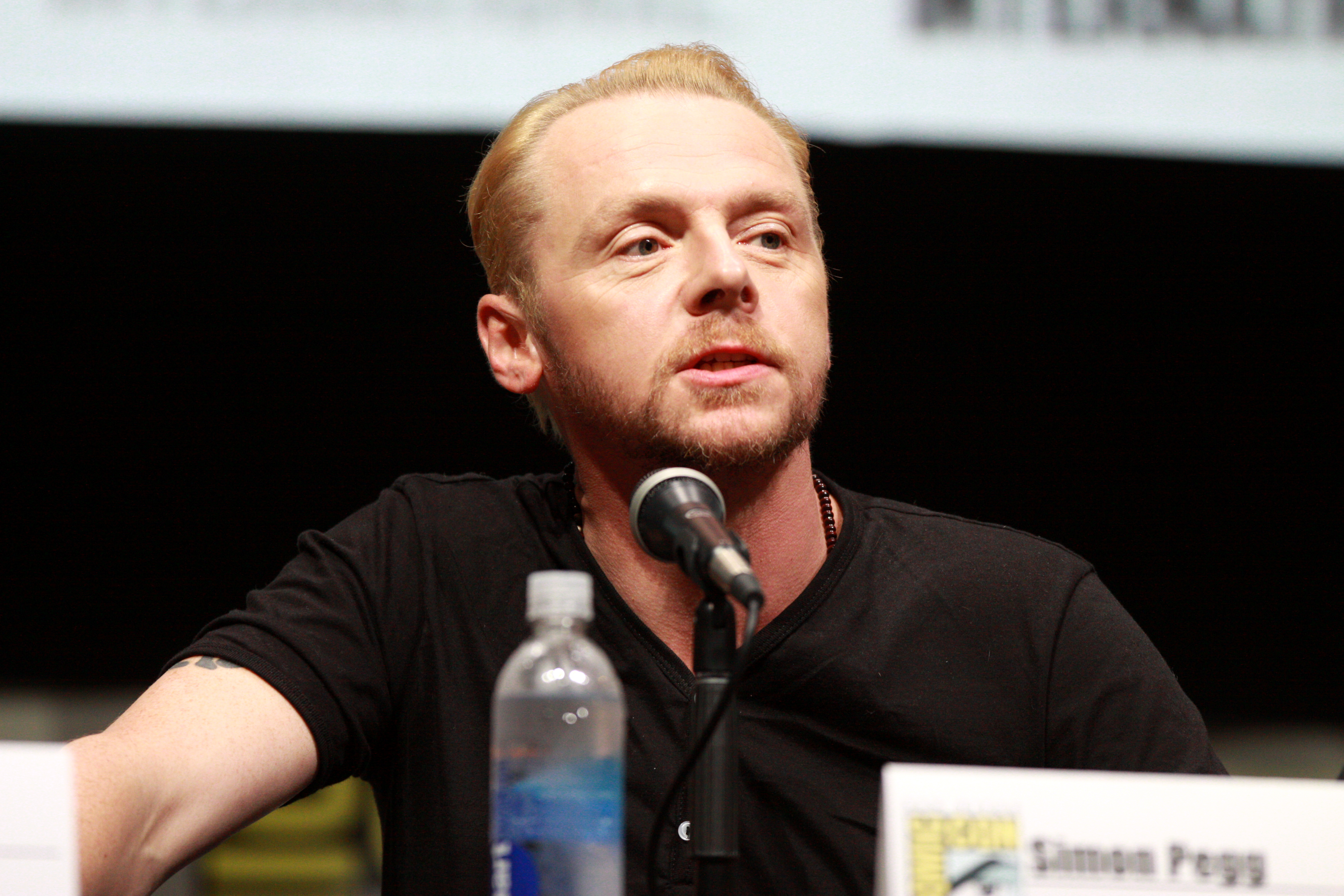
Simon Pegg
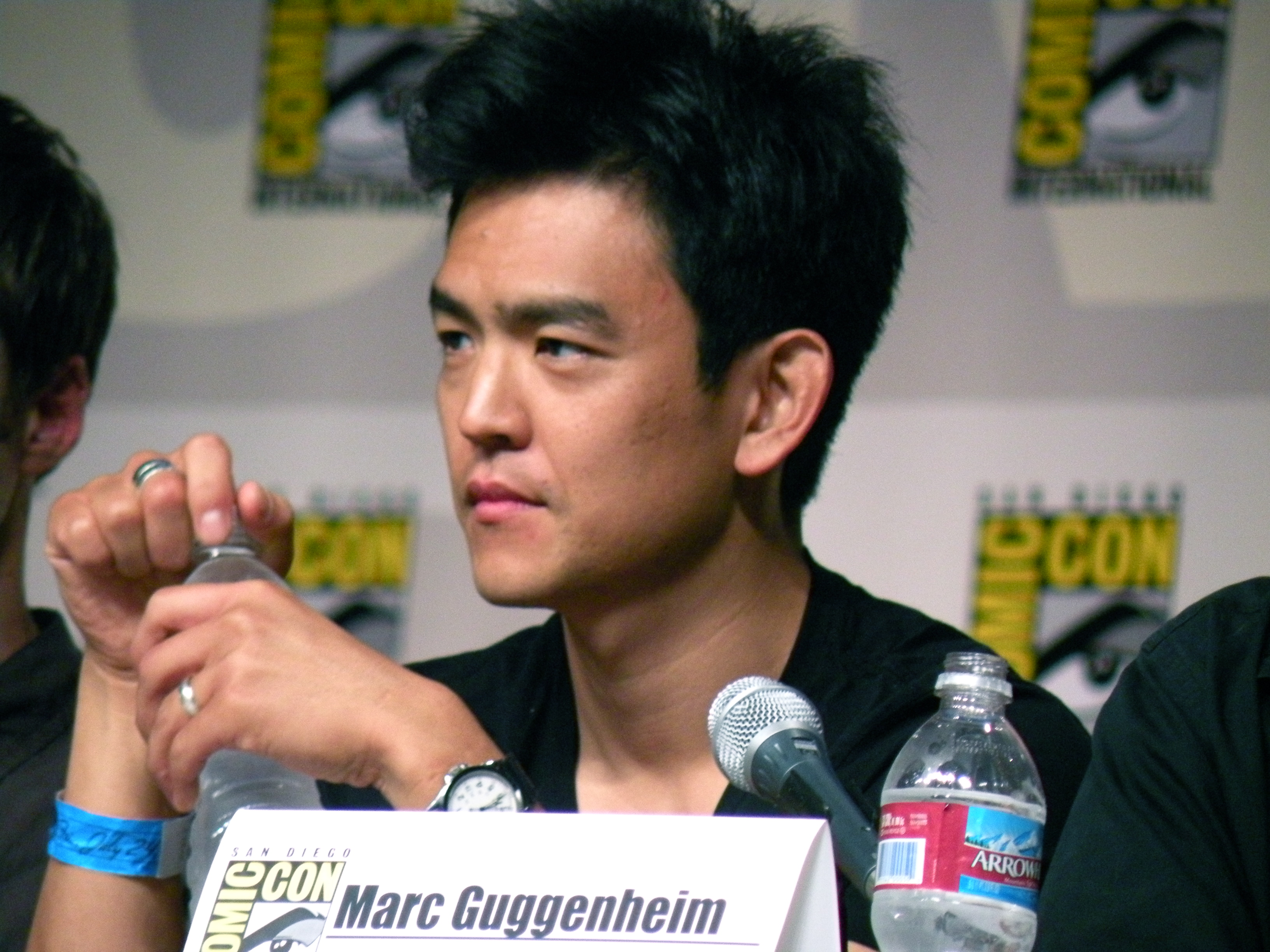
John Cho
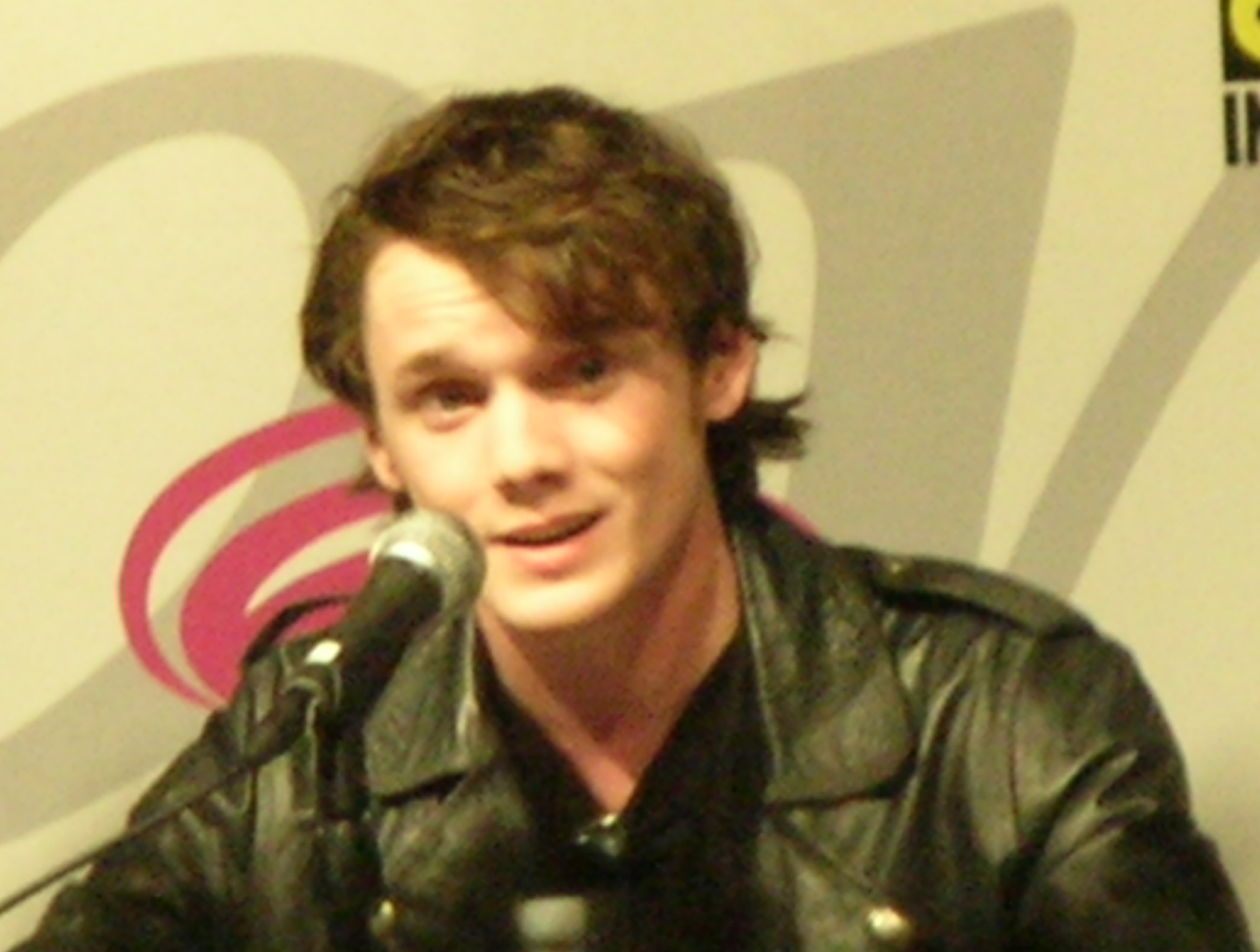
Anton Yelchin
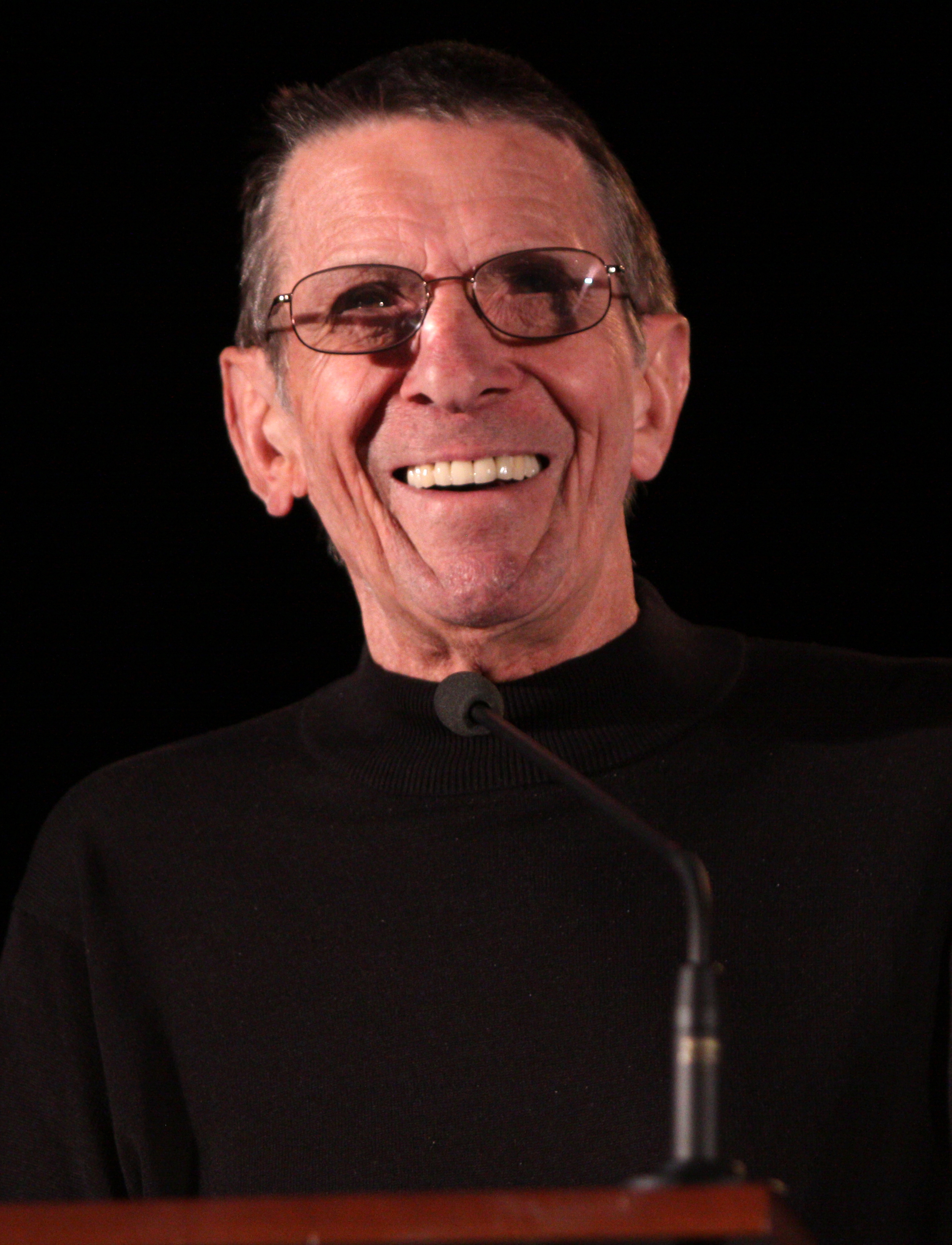
Leonard Nimoy

### Personnages secondaires
- Ben Cross  (VF : Gabriel Le Doze et VQ : Jean-François Blanchard) : Sarek, le père vulcain de Spock
- Winona Ryder  (VF : Claire Guyot et VQ : Violette Chauveau) : Amanda Grayson, la mère humaine de Spock
- Chris Hemsworth (VF : Axel Kiener et VQ : Patrice Dubois) : George Samuel Kirk, le père de James Kirk
- Jennifer Morrison (VF : Cécile d'Orlando) : Winona Kirk, la mère de James Kirk
- Rachel Nichols (VF: Marie Zidi et VQ : Aurélie Morgane) : Gaila
- Faran Tahir (VF: Christophe Peyroux et VQ : Frédérik Zacharek) : le capitaine Robau
- Clifton Collins Jr. (VF : David Krüger et VQ : Yves Soutière) : Ayel
- Diora Baird : l'esclave d'Orion
- Antonio Elias : l'Officier Pitts
- Sean Gerace : un Officier tactique
- Randy Pausch : un membre de l'équipage du Kelvin
- Tim Griffin : ingénieur du Kelvin
- Freda Foh Shen (en) : Kelvin Helmsman
- Katarzyna Kowalczyk : Kelvin Alien
- Jason Brooks : Romulan Helmsman
- Sonita Henry : le docteur sur l'USS Kelvin
- Kelvin Yu (en) : technicien médical #1
- Marta Martin (en) : technicien médical #2
- Tavarus Conley : membre de l'équipage du Kelvin #1
- Jeff Castle : membre de l'équipage du Kelvin #2
- Billy Brown : le pilote Med Evac
- Jimmy Bennett : James T. Kirk (jeune)
- Greg Grunberg : le beau-père de Kirk (voix)
- Spencer Daniels : Johnny
- Jeremy Fitzgerald : le policier de l'Iowa
- Zoe Chernov : un étudiant vulcain
- Max Chernov : un étudiant vulcain
- Jacob Kogan : Spock (jeune)
- James Henrie : élève vulcain
- Colby Paul : élève vulcain
- William Morgan Sheppard : le ministre de la science Vulcain (non crédité)
- Cody Klop (arz) : élève vulcain
- Akiva Goldsman : un membre du conseil vulcain
- Anna Katarina (en) : un membre du conseil vulcain
- Douglas Tait : l'alien au long visage au bar
- Gerald W. Abrams (en) : Barfly
- Reggie Lee : administrateur du test
- Tyler Perry (VF : Frantz Confiac) : amiral Richard Barnett
- Paul McGillion : Officier de caserne
- Lisa Vidal : Officier de caserne
- Tania Gunadi : un cadet alien de Starfleet
- Oz Perkins : Officier des communications de l'Enterprise
- Amanda Foreman : Hannity
- Michael Berry Jr. : Officier tactique romulien
- Lucia Rijker : Officier romulien des communications
- Pasha Lychnikoff : commandant romulien
- Greg Ellis : chef ingénieur Olson
- Marlene Forte : le chef des transports
- Scottie Thompson : la femme de Nero
- Deep Roy : Keenser
- Majel Barrett : la voix de l'ordinateur de l'USS Enterprise

## Production

### Genèse et développement

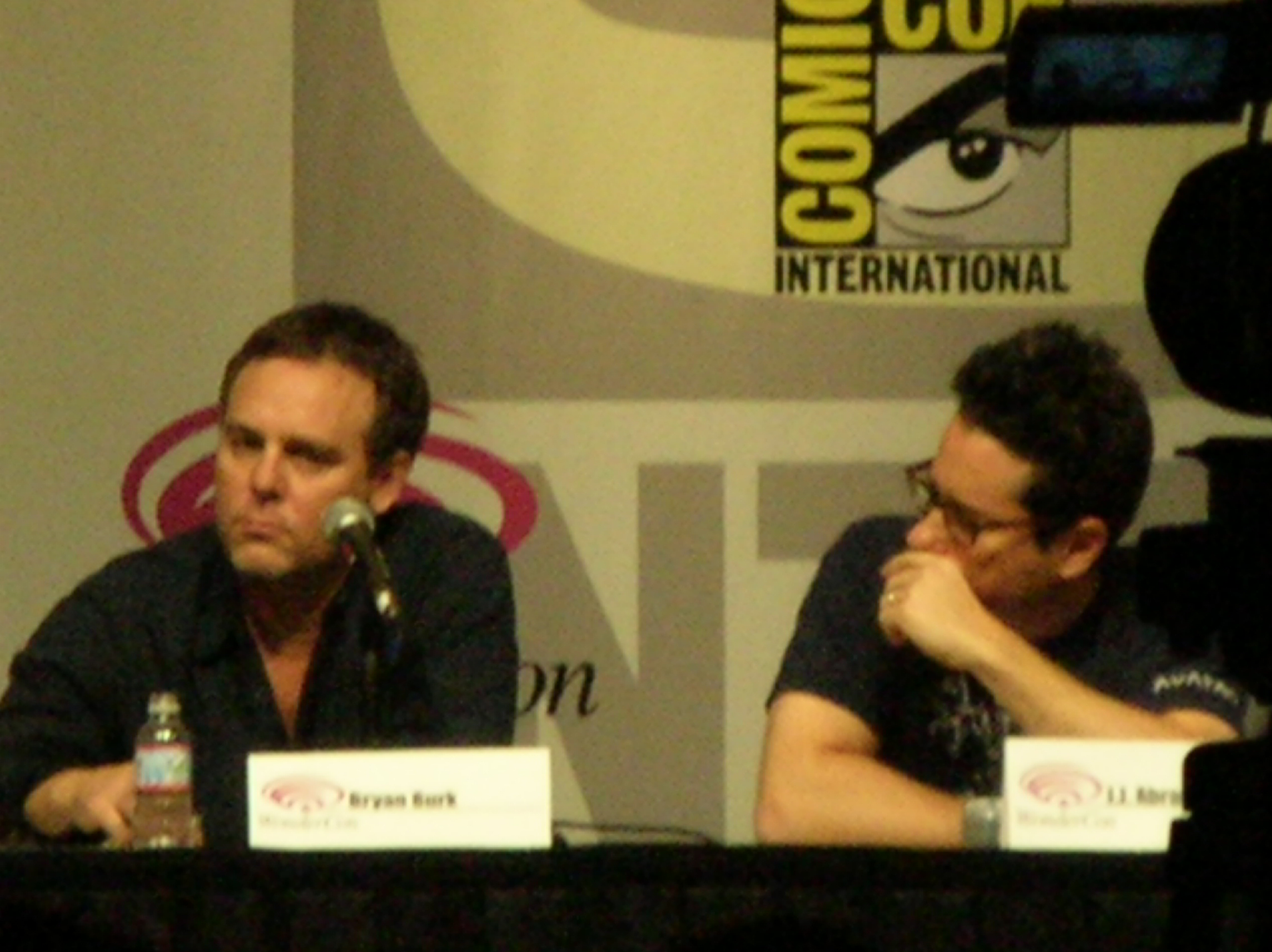
Les producteurs du film, Bryan Burk et J. J. Abrams au WonderCon 2009.

En février 2005, après l'échec financier du 10e opus de la franchise, Star Trek : Nemesis (2002), et l'arrêt de la 5e série télévisée Star Trek: Enterprise (2001-2005, le producteur Rick Berman et le scénariste Erik Jendresen (en) développent un nouveau long métrage intitulé Star Trek: The Beginning. Il doit mettre en scène de tout nouveaux personnages autour de l'ancêtre du capitaine Kirk, Tiberius Chase, avec une intrigue se déroulant durant la guerre entre la Terre et les Romuliens (après les évènements de Enterprise et avant ceux de la série originale).
En 2005, Viacom, propriétaire de Paramount Pictures, se sépare de CBS Corporation qui possède les droits TV de la franchise. Gail Berman, alors président de Paramount, convainc le président de CBS Leslie Moonves de lui accorder un délai de 8 mois pour développer un nouveau film Star Trek, sinon la Paramount perdra les droits du film. Gail Berman approche alors les scénaristes Mission impossible 3, Roberto Orci et Alex Kurtzman quelques idées pour le film et demande à J. J. Abrams de le produire. J. J Abrams, Roberto Orci et Alex Kurtzman, associés aux producteurs Damon Lindelof et Bryan Burk, pensent que la franchise a assez exploré ce qu'il se passe après la série originale. Ils veulent alors explorer les origines de la franchise. L'idée d'une préquelle avait déjà été évoquée par Gene Roddenberry lui-même en 1968, lors de la  World Science Fiction Convention. L'idée sera plusieurs fois reprise et David Loughery écrira un script intitulé Star Trek: The Academy Years qui sera abandonné en raison des objections des acteurs de la série originale et des fans.
J. J. Abrams produit donc le film via sa société Bad Robot Productions, c'est alors la première fois qu'une autre société finance un film Star Trek. La société Level 1 Entertainment est à l'époque coproductrice mais, en 2008, est finalement remplacée par Spyglass Entertainment0
En interview, J. J. Abrams avoue ne pas avoir vu Star Trek : Nemesis car il pense que la franchise est devenue trop « déconnectée » de la série originale. Pour lui, Star Trek raconte les aventures de Kirk et Spock, et toutes les autres séries ne sont que des « aventures spatiales séparées avec le nom Star Trek ». Il avoue par ailleurs qu'enfant il préférait les films Star Wars,. Il annonce par ailleurs vouloir faire un film Star Trek optimiste, pour contraster avec des films comme The Dark Knight : Le Chevalier noir de Christopher Nolan. Il révèle qu'il apprécie l'exploration dans Star Trek et l'idée de la Directive Première, qui interdit à Starfleet d'interferer dans le développement de mondes primitfs, chose qui était limitée à l'époque de la série originale par le budget et les ressources disponibles. Pour peaufiner le script, les scénaristes bénéficient de l'aide de Sean Gerace, également scénariste. Il a été chargé de regarder les 79 épisodes de la série originale, tous les films, ainsi que les spin-off Star Trek : La Nouvelle Génération et Star Trek: Deep Space Nine, pour étudier les personnages principaux et éviter tout anachronisme.
J. J. Abrams précise au départ qu'il n'intervient qu'en tant que producteur et pour aider Roberto Orci, Alex Kurtzman et Damon Lindelof. Cependant, en février 2007, J. J. Abrams accepte la proposition de la Paramount pour réaliser le film.

### Attribution des rôles

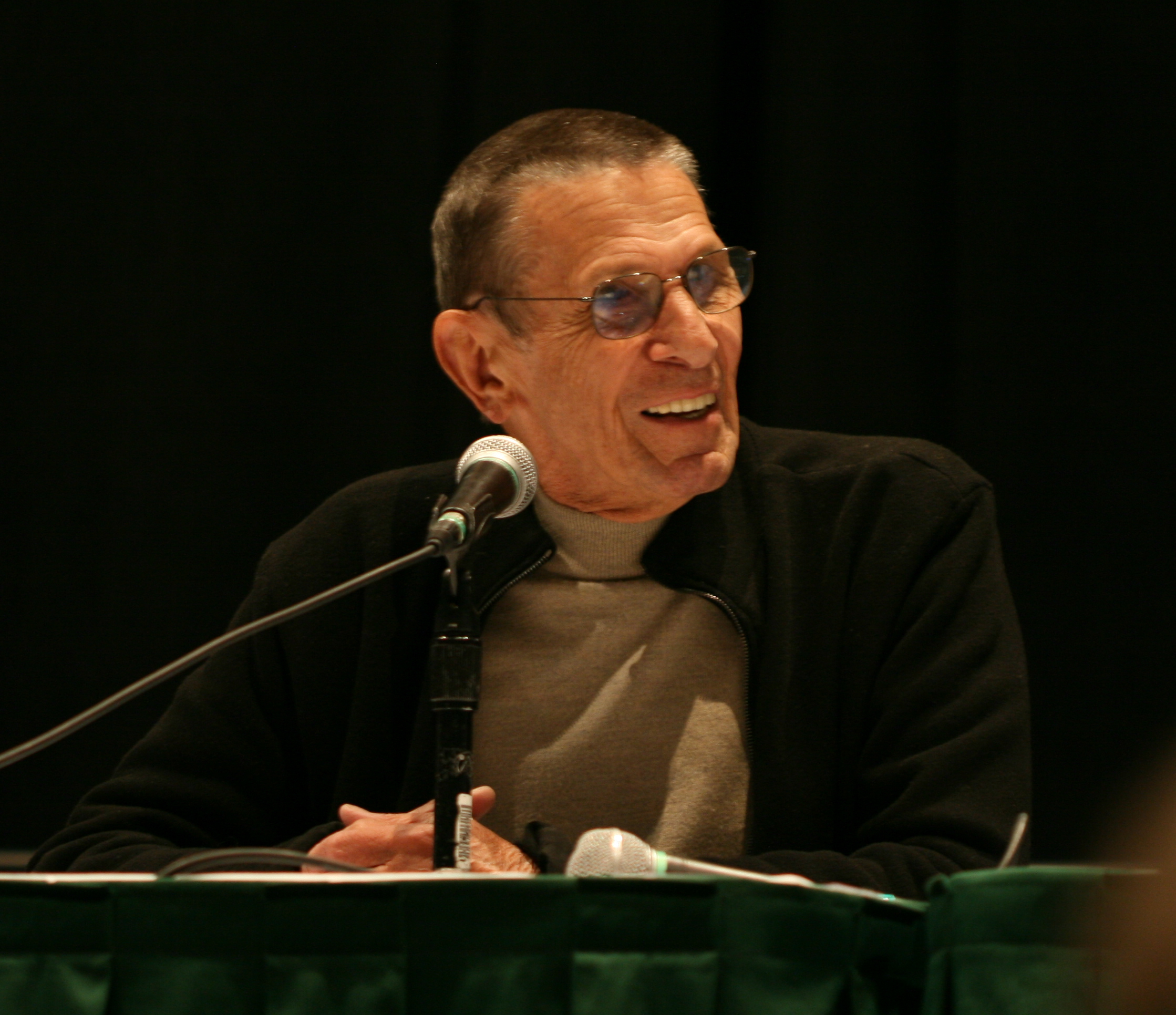
L'interprète original de Spock, Leonard Nimoy, reprend son rôle mythique pour le long-métrage.

Matt Damon révèlera dans une interview sur  BBC Radio 1 qu'après avoir entendu des rumeurs sur un nouveau film Star Trek, il a contacté J. J. Abrams pour le rôle du capitaine Kirk. Le réalisateur-producteur lui répondra poliment non en justifiant qu'il était trop âgé. Mike Vogel, Chris Pratt ou encore Joshua Jackson et Chris Prangley ont été envisagés ou ont auditionné pour le rôle. Il revient ainsi à Chris Pine, qui envoie alors une lettre à l'interprète original du personnage, William Shatner. Ce dernier lui répond et lui donne son approbation. Pour se préparer, Chris Pine s'inspire des performances de Tom Cruise dans Top Gun et de Harrison Ford jouant Indiana Jones et Han Solo.
Pour incarner la version jeune de Spock, J. J. Abrams s'est entretenu avec Adrien Brody. Le rôle revient finalement à Zachary Quinto. L'acteur, révélé par la série Heroes n'avait jusqu'à alors tourné dans aucun long métrage.
Le personnage de Montgomery Scott est proposé à Simon Pegg sans aucune audition : il reçoit simplement un mail de  J. J. Abrams lui proposant le rôle Scotty. L'acteur, qui avait déjà été dirigé par le réalisateur pour Mission impossible 3, accepte tout de suite. L'acteur peaufine ensuite son accent écossais grâce à sa femme Maureen, elle-même écossaise. Paul McGillion, qui avait auditionné pour le rôle, obtient finalement celui d'un officier.
Zoe Saldana n'avait jamais vu la série originale quand on lui a proposé le rôle de Nyota Uhura, bien que sa mère est un fan de la série. Ironiquement, elle avait interprété dans le film Le Terminal (2004, Steven Spielberg) un agent des douanes passionné par Star Trek et se déguisant en lieutenant Nyota Uhura.
John Cho était pressenti pour incarner l'officier américano-japonais Hikaru Sulu, mais l'acteur est lui d'origine sud-coréenne. Cependant, George Takei, l'interprète originale du personnage, l'encourage à prendre le rôle en expliquant que le personnage représente toute l'Asie.
Alors que des rumeurs annoncaient Gary Sinise, c'est le néo-zélandais Karl Urban qui est choisi pour incarner Leonard McCoy. James Marsden avait par ailleurs été envisagé.
Roberto Orci, Alex Kurtzman et J. J. Abrams ont personnellement appelé Leonard Nimoy chez lui pour lui proposer d'incarner Spock âgé. Il n'avait plus incarné Spock depuis le long métrage Star Trek 6 : Terre inconnue sorti en 1991 et avait annoncé qu'il ne le jouerait plus. Sa femme Susan Bay Nimoy racontera plus tard aux producteurs qu'il est resté un moment assis sur sa chaise avant de prendre sa décision. Il accepte finalement de revenir, séduit par l'approche nouvelle du personnage.
Pour le rôle de l'antagoniste principal Nero, les uniques choix de J. J. Abrams étaient Russell Crowe et Eric Bana. C'est finalement ce dernier qui obtient le rôle.
En 2013, Mark Wahlberg révèle que J.J. Abrams lui a proposé le rôle de George Kirk, le père du capitaine Kirk. L'acteur raconte avoir refusé car il ne comprenait pas le scénario. Le rôle revient ainsi à l'Australien Chris Hemsworth.

### Tournage
Le tournage a lieu entre novembre 2007 et mars 2008. Il a lieu notamment à Los Angeles (Van Nuys, Northridge, Dodger Stadium, Paramount Studios), en Californie (Agua Dulce, Tustin, Bakersfield, Long Beach, Whittier), dans le Vermont (Barre), dans l'Utah (San Rafael Swell pour les scènes sur Vulcain) et en Alaska. Le film a ainsi été tourné principalement sur des sites réels, et peu en studio. Ainsi, la salle des machines de l'Enterprise a ainsi été tournée dans une usine Budweiser (Anheuser-Busch) à Van Nuys alors que le parking du Dodger Stadium a servi de décors à la planète de glace.

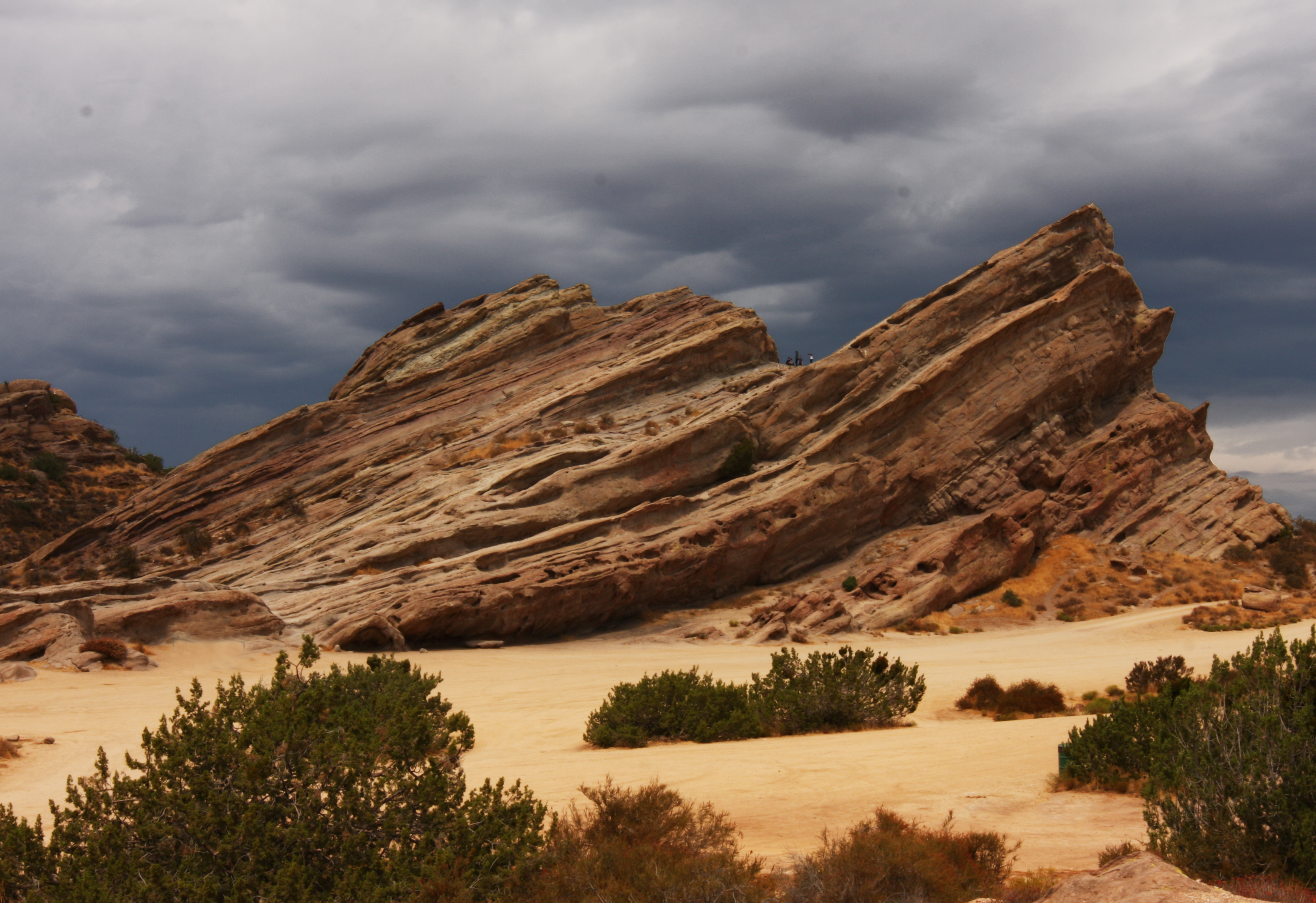
Vasquez Rocks
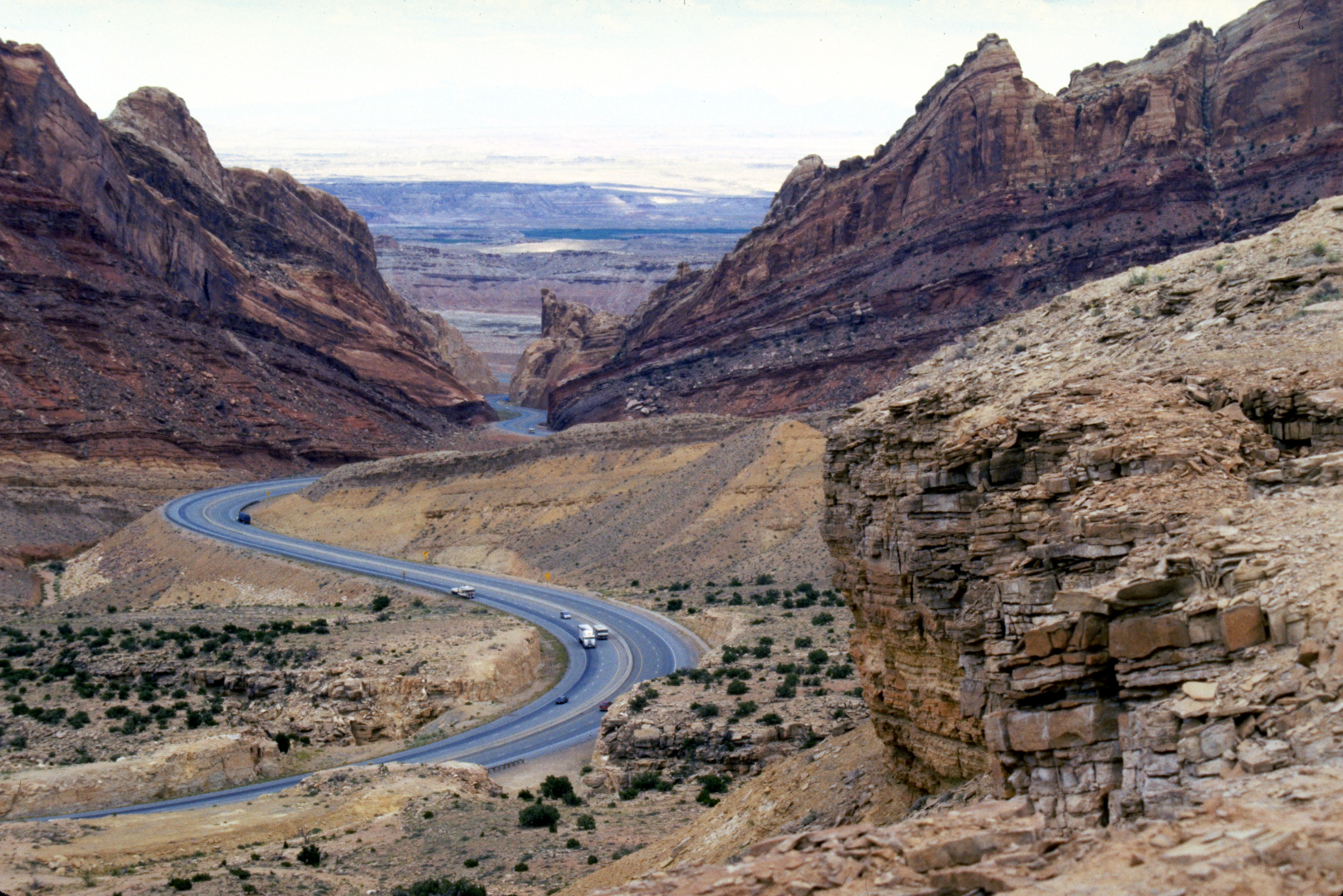
San Rafael Swell (Utah)
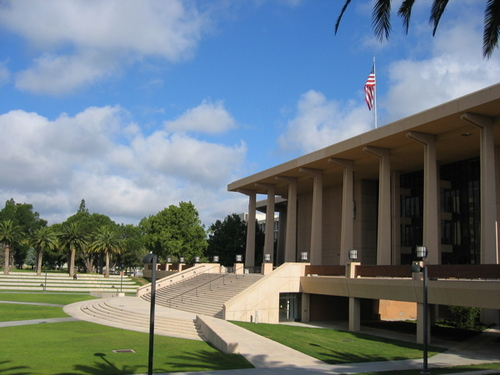
Université d'État de Californie à Northridge

Le film est tourné sur pellicule, en format 2.35:1 anamorphosé Panavision. Pour donner une valeur ajoutée au format, le directeur de la photographie Daniel Mindel décide de provoquer des Lens flare en éclairant l'objectif de la caméra.

### Musique
Albums de Michael Giacchino
Cloverfield
(2008) Lost : saison 4
(2009)
Bandes originales de Star Trek
Star Trek : Nemesis
(2002) Star Trek Into Darkness
(2013)
Michael Giacchino, le compositeur de plusieurs projets de J. J. Abrams, s'occupe de la musique du film, tout en gardant le thème original de la série télévisée Star Trek composé par Alexander Courage. On peut par ailleurs entendre dans le film la chanson Sabotage du groupe de rap newyorkais Beastie Boys, qui faisait plusieurs allusions à Star Trek dans leurs morceaux Intergalactic, Ch-Check It Out et Brouhaha.
Liste des titres
1. Star Trek - 1:03
2. Nailin' the Kelvin - 2:09
3. Labor of Love - 2:51
4. Hella Bar Talk - 1:55
5. Enterprising Young Men - 2:39
6. Nero Sighted - 3:23
7. Nice to Meld You - 3:13
8. Run and Shoot Offense - 2:04
9. Does It Still McFly? - 2:03
10. Nero Death Experience - 5:38
11. Nero Fiddles, Narada Burns - 2:34
12. Back from Black - 0:59
13. That New Car Smell - 4:46
14. To Boldly Go - 0:26
15. End Credits - 9:11 (contient le thème de la série TV Star Trek)

## Accueil

### Accueil critique
Le film reçoit des critiques globalement positives. Sur l'agrégateur américain Rotten Tomatoes, il récolte 94% d'opinions favorables pour 343 critiques et une note moyenne de 8,13⁄10. Sur Metacritic, il obtient une note moyenne de 82⁄100 pour 46 critiques.
En France, l'accueil est également plutôt positif. Sur le site Allociné, qui recense 24 titres de presse, il obtient une note moyenne de 3,8⁄5. Dans L'Écran fantastique, Pascal Pinteau écrit notamment « Une réussite totale et un plaisir de tous les instants [...] c'est un bien beau cadeau que J. J. Abrams fait là aux cinéphiles et aux amateurs de science-fiction ». Jérôme Vermelin de Metro écrit quant à lui « Visuellement superbe, mais refusant la surenchère d'effets spéciaux, ce Star Trek 2009 séduit par la qualité de son scénario sans temps mort, mariant action et psychologie avec humour et enthousiasme ». Dans Première, Christophe Narbonne souligne le travail du réalisateur J. J. Abrams qui « est d'ores et déjà assuré de trôner aux côtés de Gene Roddenberry, le mythique créateur de la saga. Car oui, ce nouveau Star Trek est une réussite. Mieux : il est formidable ». Jérôme Momcilovic de Chronic'art écrit « Il y a une vraie jubilation à voir ainsi ressurgir une efficacité perdue du blockbuster. En cela, Star Trek confirme le talent d'artisan néoclassique d'Abrams ».
Certaines critiques sont cependant négatives. Sur le site FilmActu, Kevin Prin écrit notamment « la fascination que générait l'univers de Star Trek est réduite ici à une sorte de cirque, devant lequel on s'ennuie à mourir ». Fabrice Pliskin du Nouvel Observateur le décrit comme « le trou noir du divertissement où, avec ses câbles et ses ficelles, Abrams abîme tout ce qu'il filme d'une main virtuose, sans autre ambition que celle d'un parc d'attractions ». Dans les Cahiers du cinéma, Vincent Malausa écrit quant à lui « sa beauté adolescente, son énergie illimitée, le film les gaspille néanmoins dans une logique de l'accumulation et de la diffraction qui (...) finit par dégonfler tout enjeu ».

### Box-office
C'est le meilleur film de la franchise au box-office.
| Pays ou région    | Box-office      | Date d'arrêt du box-office | Nombre de semaines |
| ----------------- | --------------- | -------------------------- | ------------------ |
| États-Unis Canada | 257 730 019 $   | 1er octobre 2009           | 21                 |
| France            | 821 717 entrées |                            | 5                  |
| Total mondial     | 385 680 446 $   |                            | 13                 |

## Distinctions principales

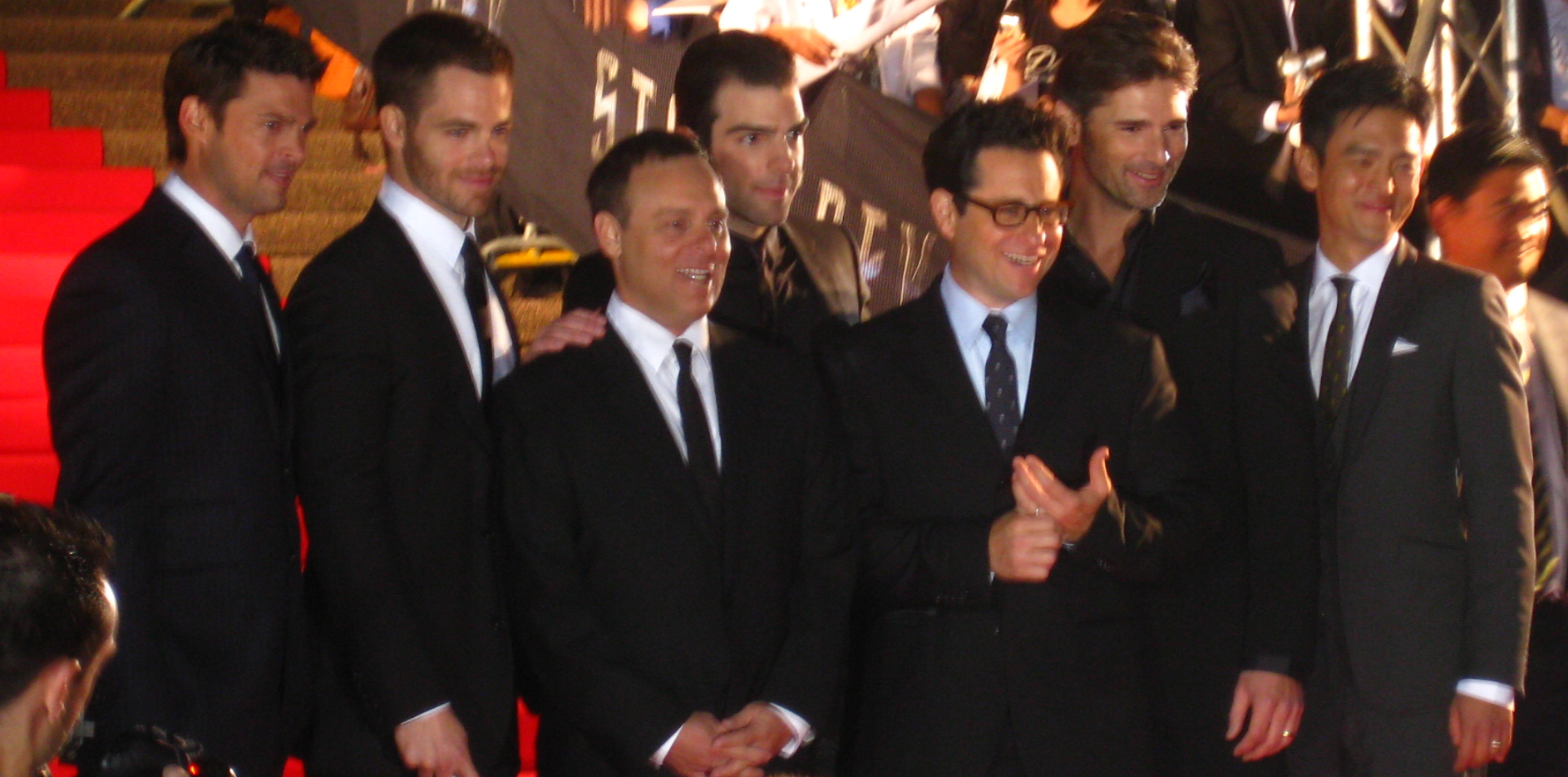
De gauche à droite, Karl Urban, Chris Pine, Bryan Burk, Zachary Quinto, J. J. Abrams, Eric Bana et John Cho, lors de la première à l'Opéra de Sydney le 7 avril 2009.

Le film a été plusieurs fois distingué.

### Récompenses
- Oscars 2010 : meilleur maquillage
- Saturn Awards 2010 : meilleur maquillage
- Empire Awards 2010 : meilleur film fantastique ou de science-fiction

### Nominations
- Oscars 2010 : meilleur son, meilleur montage sonore, meilleurs effets visuels
- Saturn Awards 2010 : meilleure réalisation pour J. J. Abrams, meilleurs décors, meilleur film de science-fiction, meilleurs effets spéciaux, meilleur scénario
- BAFTA 2010 : meilleur son, meilleurs effets visuels

## Commentaires

### Postérité
En 2011, l'éditeur américain IDW Publishing lance une série de comics Star Trek (Star Trek Ongoing) en tant que suite directe du film de J. J. Abrams. Dans ces comics, l'équipage de l'Enterprise (Spock, Kirk, McCoy…) mène des enquêtes étranges durant la fameuse mission de cinq ans ; tout comme dans la série originale des années 1960. IDW Publishing avait déjà publié Star Trek: Countdown, une préquelle au film d'Abrams qui retrace la destruction de Romulus et le passage de Nero dans la faille temporelle, menant directement aux évènements du début du film.

### Placements de produit
Bien que le film se déroule dans un futur utopique où le capitalisme – et, par conséquent, la publicité – n'a plus cours, le spectateur peut entrevoir un placement de produit pour Nokia entre la douzième et la vingtième minute, au moment où le jeune Kirk est au volant d'une voiture. Un peu plus tard, Uhura commande au bar une « Budweiser à l'ancienne ».